# ラバー (映画)
『ラバー』（Rubber）は、2010年のフランスのコメディ・ホラー映画。監督と脚本はカンタン・デュピュー。念力で人間を殺して回るタイヤを描いている。第63回カンヌ国際映画祭で初公開された。

## ストーリー
荒野で大量の双眼鏡を持って誰かを待つ男。そこに1台の車がやって来る。その車から降りて来た警察官の姿をした男は、映画についての独自の理論を語り始める。彼が去り、残された男は、彼の後ろに居た大勢の人々に双眼鏡を配る。彼らが双眼鏡を覗いてもそこには荒野が広がっているばかりであったが、1人がゴミの山を見つける。そこには打ち捨てられた古タイヤがあり、それは意思に目覚めると、己の意思で転がり始め、捨てられたゴミやサソリを楽しそうに踏みつぶして進んでいく。しかし固い瓶は彼の力ではつぶすことができない。そこで彼は念力に目覚め瓶を破裂させる。彼の行動はどんどんエスカレートし、まず動物を破裂させると、次には人間に標的を定める。

## キャスト
- チャド: スティーヴン・スピネラ
- 会計士: ジャック・プロトニック（英語版）
- シェイラ: ロキサーヌ・メスキダ
- 車椅子の男: ウィングス・ハウザー
- 映画狂のイーサン: イーサン・コーン（英語版）
- 映画狂のチャーリー: チャーリー・クーンツ
- ダグ: ジェームズ・パークス
- ヒッチハイカー: ギャスパール・オージェ
- フィオナ: ヘイリー・ラム

## 公開
2010年5月15日にカンヌ国際映画祭の批評家週間で上映された。カンヌでの上映後、米国のマグノリア・ピクチャーズに購入された。フランス以外では、2010年7月9日にファンタジア・フェスティバルで上映された。